# ULAF Divizion A 2017
La Divizion A 2017 è la 2ª edizione del campionato di football americano di primo livello, organizzato dalla ULAF.

## Squadre partecipanti
| Club                 | Città   | Stadio | Sponsor ufficiale | Risultato nella stagione 2016 |
| -------------------- | ------- | ------ | ----------------- | ----------------------------- |
| Kiev Bandits         | Kiev    |        |                   |                               |
| Kiev Bulldogs        | Kiev    |        |                   |                               |
| Kiev Patriots        | Kiev    |        |                   |                               |
| Uzhgorod Lumberjacks | Užhorod |        |                   |                               |

## Stagione regolare

### Calendario

#### 1ª giornata
| 29 aprile 2017 | Uzhgorod Lumberjacks | 18 – 20 | Kiev Bulldogs |  |

| 30 aprile 2017 | Kiev Bandits | 12 – 6 | Kiev Patriots |  |

#### 2ª giornata
| 14 maggio 2017 | Kiev Patriots | 16 – 32 | Uzhgorod Lumberjacks |  |

| 14 maggio 2017 | Kiev Bulldogs | 0 – 28 | Kiev Bandits |  |

#### 3ª giornata
| 28 maggio 2017 | Uzhgorod Lumberjacks | - – - | Kiev Bandits |  |

| 28 maggio 2017 | Kiev Bulldogs | 19 – 6 | Kiev Patriots |  |

#### 4ª giornata
| 10 giugno 2017 | Kiev Bulldogs | 21 – 34 (0-14 0-0 7-6 14-14) referto | Uzhgorod Lumberjacks |  |

#### Recuperi 1
| 21 giugno 2017 | Kiev Patriots | 20 – 30 (0-8 0-0 6-6 14-16) | Kiev Bandits |  |

#### 5ª giornata
| 1º luglio 2017 | Uzhgorod Lumberjacks | 52 – 34 | Kiev Patriots |  |

| 2 luglio 2017 | Kiev Bandits | 6 – 3 | Kiev Bulldogs |  |

#### 6ª giornata
| 15 luglio 2017 | Kiev Bandits | 30 – 44 | Uzhgorod Lumberjacks |  |

| 16 luglio 2017 | Kiev Patriots | 60 – 38 | Kiev Bulldogs |  |

### Classifica
La classifica della regular season è la seguente:
- PCT = percentuale di vittorie, G = partite giocate, V = partite vinte, P = partite perse, PF = punti fatti, PS = punti subiti

| Pos. | Squadra              | PCT  | G | V | N | P | PF  | PS  |
| ---- | -------------------- | ---- | - | - | - | - | --- | --- |
| 1    | Uzhgorod Lumberjacks | .750 | 6 | 4 | 1 | 1 | 180 | 121 |
| 2    | Kiev Bandits         | .750 | 6 | 4 | 1 | 1 | 106 | 73  |
| 3    | Kiev Bulldogs        | .333 | 6 | 2 | 0 | 4 | 101 | 152 |
| 4    | Kiev Patriots        | .167 | 6 | 1 | 0 | 5 | 142 | 183 |

## Verdetti
- Uzhgorod Lumberjacks Campioni di Ucraina 2017